# 曲塘镇
曲塘镇，是中华人民共和国江苏省南通市海安市下辖的一个乡镇级行政单位。

## 行政区划
曲塘镇下辖以下地区：
虹桥社区、团结社区、曲园社区、曲塘社区、李庄社区、徐庄社区、顾庄社区、花庄社区、刘圩社区、创新社区、兴曲村、江桥村、龙池村、银树村、兴花村、万杨村、富民村、大陈庄村、罗町村、郭楼村、中桥村、群贤村、章郭村、万庄村、周桥村、胡庄村、崔母村和陆庄村。